# Uładzimir Sawiczau
Uładzimir Mikałajewicz Sawiczau (biał. Уладзімір Мікалаевіч Савічаў, ros. Владимир Николаевич Савичев, Władimir Nikołajewicz Sawiczew) – białoruski polityk, deputowany do Rady Najwyższej Republiki Białorusi XIII kadencji.

## Życiorys
W 1995 roku mieszkał w Mińsku, pracował jako szef Akademii Milicji Ministerstwa Spraw Wewnętrznych Republiki Białorusi. W drugiej turze wyborów parlamentarnych 28 maja 1995 roku został wybrany na deputowanego do Rady Najwyższej Republiki Białorusi XIII kadencji z Łojewskiego Okręgu Wyborczego Nr 102. 9 stycznia 1996 roku został zaprzysiężony na deputowanego. Od 23 stycznia pełnił w Radzie Najwyższej funkcję przewodniczącego Stałej Komisji ds. Budownictwa Państwowego i Samorządu Lokalnego. Był bezpartyjny. 27 listopada 1996 roku, po dokonanej przez prezydenta Alaksandra Łukaszenkę kontrowersyjnej i częściowo nieuznanej międzynarodowo zmianie konstytucji, nie wszedł w skład utworzonej przez niego Izby Reprezentantów Zgromadzenia Narodowego Republiki Białorusi I kadencji. Zgodnie z Konstytucją Białorusi z 1994 roku jego mandat deputowanego do Rady Najwyższej zakończył się 9 stycznia 2000 roku; kolejne wybory do tego organu jednak nigdy się nie odbyły.